# Romilda Vane
Romilda Vane (rođena o. 1982.) imaginaran je lik iz serije romana o Harryju Potteru autorice J. K. Rowling. Romilda ima dugu crnu kosu, tamne oči i jaku bradu. U vrijeme Harryja Pottera i Princa miješane krvi, bila je Gryffindorka na četvrtoj godini, što znači da je došla u Hogwarts u vrijeme Harryja Pottera i Zatočenika Azkabana.
Romilda je zaljubljena u Harryja tijekom šeste knjige, ali za razliku od prijašnjih likova Colina i Dennisa Creeveya i Ginny Weasley, čije štovanje Harryja nije bilo samo bezopasno, već često i zabavno, Romilda ponekad prelazi granicu. Upoznala se s Harryjem u Hogwarts Expressu i pozvala ga da se pridruži grupi u njezinom odjeljku, ali bez ikakvog poziva za Nevillea Longbottoma i Lunu Lovegood koji su bili s Harryjem i koje ona ne smatra dovoljno "cool". Harryju je bilo žao zbog takvog njezinog ponašanja prema njegovim prijateljima i odbio je poziv. Kasnije te godine Romilda je pokušala prevariti Harryja i dati mu ljubavni napitak, ali usprkos tome što je uzeo kutiju s čokoladom od nje, bio je dovoljno mudar i nije pojeo tu čokoladu nego ju je ostavio u spavaonici. Ali do te je čokolade nekoliko mjeseci kasnije došao Ron Weasley i slučajno je pojeo pa je bio pod utjecajem ljubavnog napitka, zbog čega ga je Harry morao odvesti profesoru Slughornu po protuotrov.